# Passiflora berteroana
Passiflora berteroana là một loài thực vật có hoa trong họ Lạc tiên. Loài này được Balb. ex DC. mô tả khoa học đầu tiên năm 1828.